# 稀土磁鐵

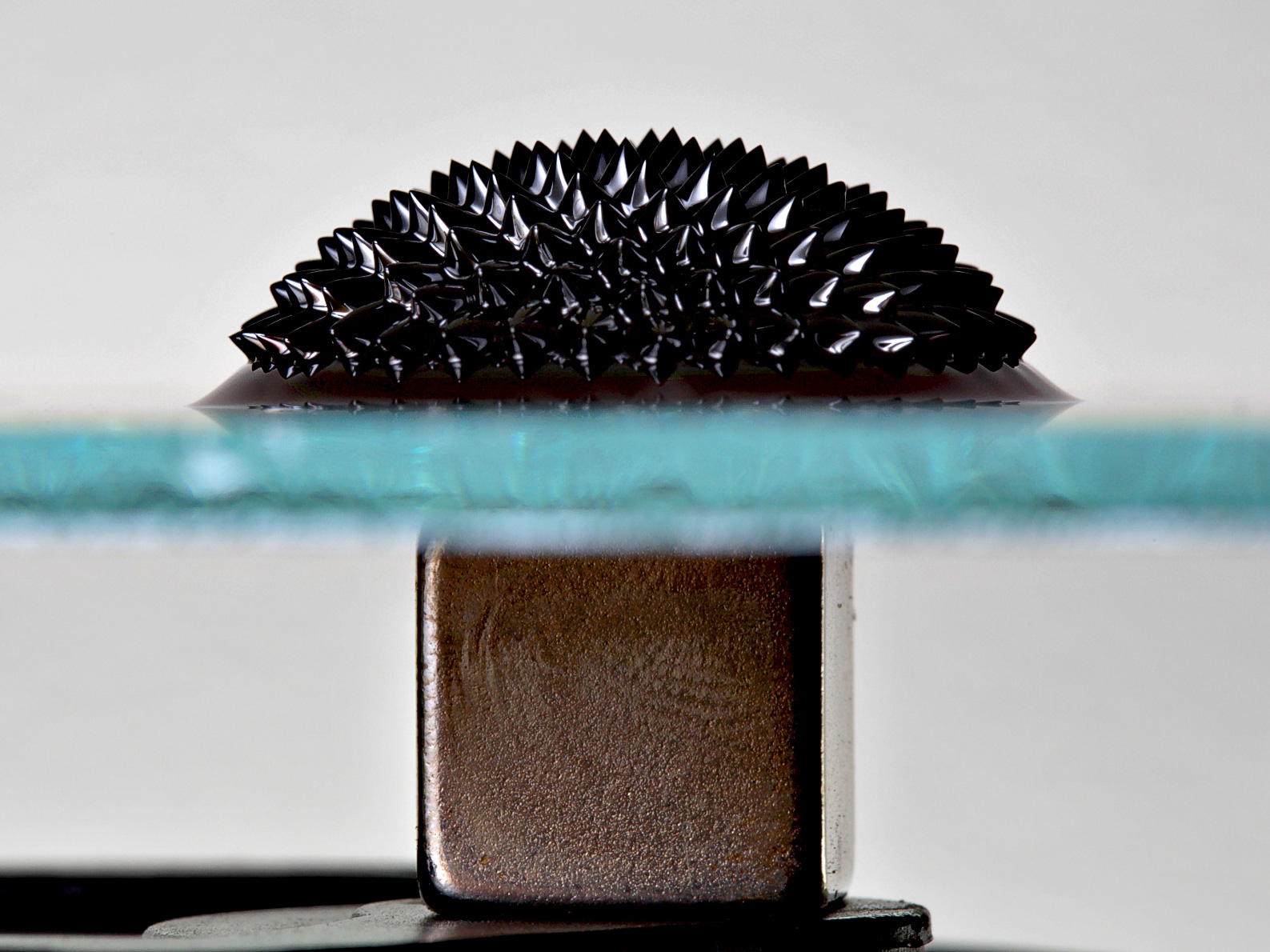
玻璃上的铁磁流体，玻璃下方為稀土磁鐵

稀土磁鐵（Rare-earth magnet）是指由稀土元素合金所組成的強力永久磁鐵，在1970至1980年代開始相關研究。在永久磁鐵中，稀土磁鐵所能產生的磁場最大，比鋁鎳鈷合金磁鐵或鐵氧體磁鐵的磁場都大很多。稀土磁鐵一般可以產生超過1.4特斯拉的磁場，而鐵氧體磁鐵或陶瓷磁鐵大約只有0.5至1個特斯拉。稀土磁鐵中最常見的有以下二種：釹磁鐵（也稱做釹鐵硼磁鐵）及釤鈷磁鐵，二種磁鐵分別含有稀土元素中的釹及釤。稀土磁鐵的材質非常脆，而且容易受到腐蝕，因此一般會在外層鍍其他金屬保護稀土磁鐵本身。
稀土磁鐵的稀土一詞常造成誤解，其實稀土元素不是罕見稀有的元素

，在地殼上的豐度大約和錫和鉛相當
。稀土磁鐵的研究約從1966年開始，美國空軍材料實驗室的科學家K. J. Strnat和G. Hoffer發現了釔和鈷的合金YCo5，其磁向各异性常數較任何已知材料的數據都要高

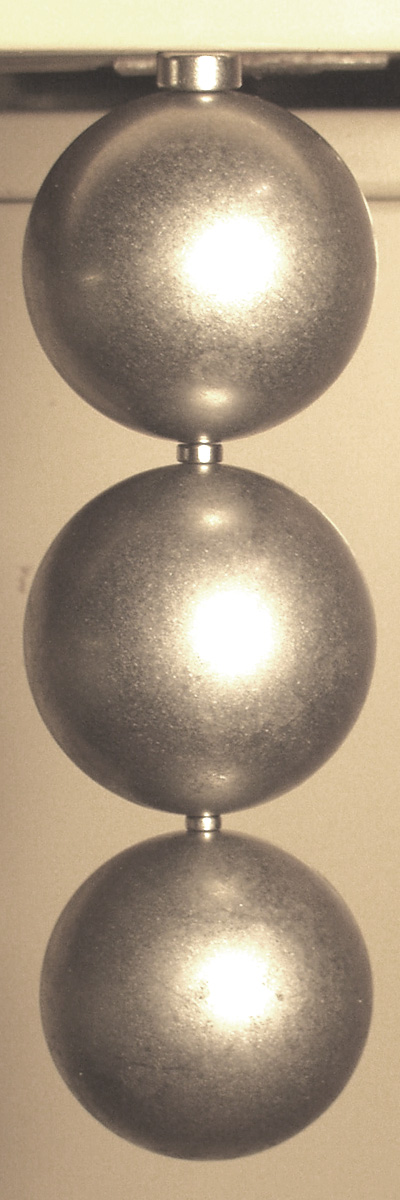
釹磁鐵（球體間的小圓筒）的磁力可吸住舉起自身重量超過數千倍的物體。

。

## 磁性的原因
稀土元素是具有鐵磁性的金屬，像鐵一様可以磁化，變成永久磁鐵，但其居里温度比室溫低，因此純的稀土元素只有在低溫下才有磁性。但若稀土元素和像鐵、鈷、鎳等過渡金屬形成化合物，其居里溫度會高於室溫，稀土磁鐵就是由這類的化合物所構成。
稀土磁鐵磁性較其他磁鐵要高的原因是其晶體結構有很高的磁向各异性，也就是金屬晶體可以輕易的在特定方向上磁化，而在其他方向很難磁化。
稀土元素在固體時可以保持高磁矩的原因，是因為f軌域的電子未填滿所造成的，最多可以有7個未成對電子以相同方向自旋。這些原子軌域的電子已高度定域化，因此可以保持其磁矩，產生類似顺磁中心的作用。其他軌域的電子因為和相鄰軌域重疊，不易維持其磁矩，例如參與共價鍵的電子會形成電子對，總自旋為零。
原子層次的高磁矩及高的磁向各异性造成稀土磁鐵的強磁性。

## 磁學性質
磁鐵的重要性質包括：
- 剩磁（Br）：量測其磁場的強度
- 矯頑力（Hci）)：材料抵抗退磁的能力
- 最大能積（英语：maximum energy product）（BHmax）：磁能的密度（衡量磁鐵特性值之用）
- 居里溫度（Tc）：磁鐵失去磁性的溫度

稀土磁鐵的剩磁高，矯頑力和最大能積較其他磁鐵高很多，但其中釹鐵硼磁鐵的居里溫度較其他磁鐵要低。下表比較二種稀土磁鐵：釹磁鐵（Nd2Fe14B）及釤鈷磁鐵（SmCo5），以及其他種類的磁鐵
| 磁鐵                      | Br (T)   | Hci (kA/m) | (BH)max (kJ/m3) | Tc (°C) |
| ------------------------- | -------- | ---------- | --------------- | ------- |
| Nd2Fe14B（燒結）          | 1.0–1.4  | 750–2000   | 200–440         | 310–400 |
| Nd2Fe14B（粘結）          | 0.6–0.7  | 600–1200   | 60–100          | 310–400 |
| SmCo5（燒結）             | 0.8–1.1  | 600–2000   | 120–200         | 720     |
| Sm(Co,Fe,Cu,Zr)7 （燒結） | 0.9–1.15 | 450–1300   | 150–240         | 800     |
| 鋁鎳鈷磁鐵（燒結）        | 0.6–1.4  | 275        | 10–88           | 700–860 |
| 鍶燒結體（燒結）          | 0.2–0.4  | 100–300    | 10–40           | 450     |
| 鐵棒磁鐵（退火）          | ?        | 800        | ?               | 770     |

## 分類

### 釤鈷磁鐵
釤鈷磁鐵是由釤、鈷和其它金屬稀土材料經配比，溶煉成合金，經粉碎、壓型、燒結後制成的一種磁性工具材料，是最早發現的稀土磁鐵。釤鈷磁鐵有兩種組成比，分別為（釤原子：鈷原子）1:5和2:17。
釤鈷磁鐵具有高磁能積、極低的溫度系數，最高工作溫度可達350℃，負溫不限，在工作溫度180℃以上時，其最大磁能積（BHmax）、矯頑力、溫度穩定性和化學穩定性均超過釹鐵硼永磁材料。具有很強的抗腐蝕和抗氧化性。釤鈷磁鐵的最大能積（BHmax）的範圍從 16 MGOe到 32 MGOe，其理論極限是 34 MGOe。
因為釤鈷磁鐵的價格高，而磁場強度較小，應用場合較少。由於釤鈷磁鐵的居里溫度高，可適用在高溫時需要較大磁場的場合。釤鈷磁鐵不易氧化，不過烧结的釤鈷磁鐵易碎，容易剝離及破裂，當受到熱衝擊時容易失效。

### 釹磁鐵

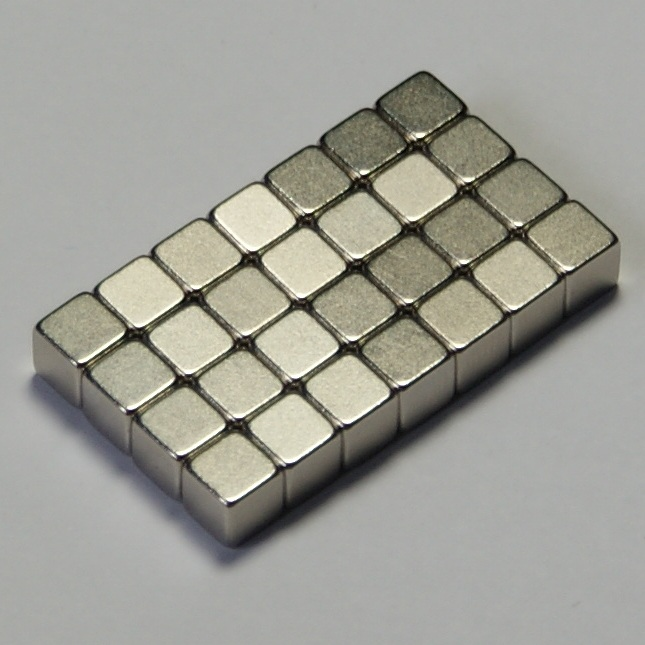
經過鎳電鍍後的釹鐵硼磁鐵立方體。

釹磁鐵發明在1980年代，是磁性最強，也最容易取得的稀土磁鐵。是由釹、鐵、硼的合金構成：（Nd2Fe14B），因此也稱為釹鐵硼磁鐵。釹磁鐵可用在許多需要大磁場或是較小磁鐵的場合，例如電池供電工具中的馬達、硬碟及珠寶扣。釹磁鐵的磁場強度是永久磁鐵中最大的，相較於釤鈷磁鐵．釹磁鐵的矯頑力較高，不過居里溫度較低，而且比較容易被氧化。为了避免腐蚀的损害，使用时需要在釹磁鐵表面做保护处理，例如用金、镍、锌、锡进行电镀，以及表面喷涂环氧树脂等。
早期由於原材料及專利授權費用高昂，釹磁鐵的價格很高，只能用在一些需要高磁場強度的應用。但1990年起，釹磁鐵的成本持續降低，因此有些有磁性的玩具也使用釹磁鐵。

## 危害
由於稀土磁鐵的磁力較其他磁鐵強，會造成一些其他磁鐵不會造成的危害。大小超過幾公分的稀土磁鐵磁性很強，若人體夾在二個相吸的磁鐵，或是夾在磁鐵或金屬之間，會受傷甚至骨折。若二塊稀土磁鐵太過靠近，對彼此的磁力會使得易碎的稀土磁鐵剝離或及碎裂，而破裂後的碎片也可能會讓人受傷。曾經有小孩吞食了幾個磁鐵，磁鐵在消化道中互相吸引而造成消化系統受傷。這種情形甚至可能造成腸穿孔、敗血症，嚴重的話可能會致命。
玩具業者在2007年採行自願性安全標準，對於強力磁鐵塊做永久串連，以防止兒童吞嚥，而把未串連的磁鐵塊的磁力降低，避免在吞嚥後造成傷害。2009年，由於成人磁性桌面玩具銷量突然增長，而導致受傷害人數激增，在2012年因此而進入急診室的案例估計有3,617例。美國消費品安全委員會於2012年通過一項規則，把消費品中稀土磁體尺寸予以限制，但這項規定在2016年11月遭到美國聯邦第十巡迴上訴法院撤銷。規定被撤銷後，全國吞嚥事件數目急劇上升，估計在2019年有超過1,500例。

## 應用
由於自1990年起，稀土磁鐵的價格低，已可以在許多需要磁鐵的科技產品中代替鋁鎳鈷磁鐵及铁素体，尤其其磁場較大，因此在一些應用下可以使用更小且更輕的磁鐵。

### 常見應用
常見的稀土磁鐵應用包括：
- 電腦硬碟
- 風力發電機
- 喇叭或耳機
- 钓鱼卷轴的剎車
- 無線電鑽中的永磁馬達
- 高性能的交流伺服馬達

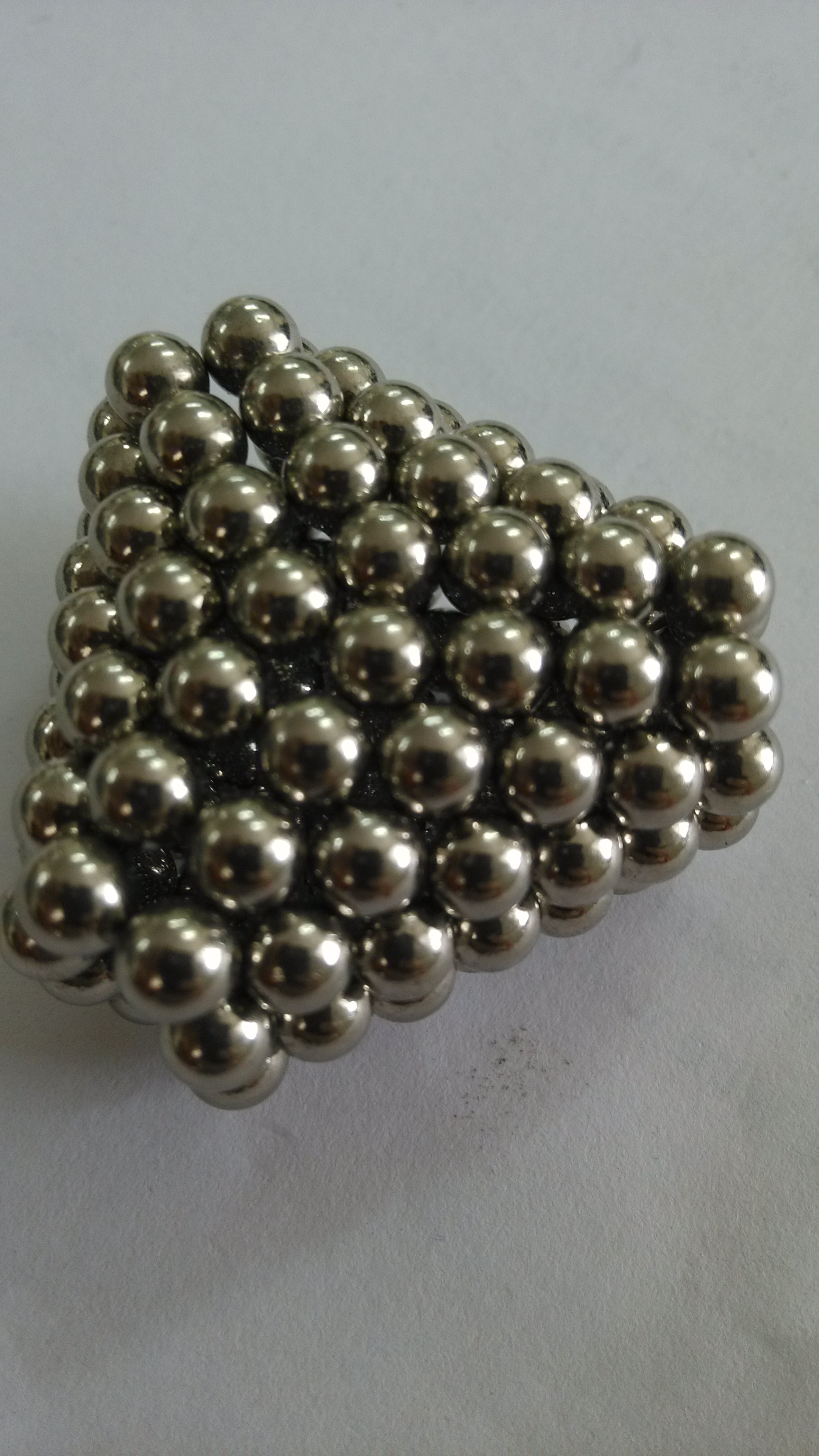
釹磁鐵球，玩具

- 油電混合或電動車的牽引電動機以及內建啟動電機
- 搖動後可以發電的手電筒

### 其他應用
其他稀土磁鐵的應用包括：
- 用在磁浮列車中的線性馬達。
- 磁懸浮實驗，研究磁場及超導現象的邁斯納效應
- 电动轴承（英语：Electrodynamic bearings）
- LED塗鴉（英语：LED throwies），一個以鈕扣電池為電力，放在稀土磁鐵上的小LED。
- 釹鐵硼磁鐵玩具（英语：Neodymium magnet toys）
- 电子吉他的拾音器
- 定格動畫：當使用傳統的螺桿和螺帽無法提供有效的繫緊（tie-down）玩偶的時候，在玩偶足部裝上稀土磁鐵是種解決方式（參照所附網頁[13]以了解做定格動畫時，所使用的傳統玩偶繫緊方式）
- 在微型模型遊戲（英语：Miniature model (gaming)）中，稀土磁鐵因其體積小和相對高磁性，可讓尤其是玩具人物和車輛在基板上固定，有助遊戲者擺放模型，以及換置不同工具和武器，因此稀土磁鐵廣受遊戲者歡迎。

## 無稀土永磁體
美國能源部已確定要在永磁技術中尋求稀土磁鐵的替代品，並開始資助此類研究。美國能源高等研究計劃署（ARPA-E）贊助一項稀土替代品關鍵技術（Rare Earth Alternatives in Critical Technologies，REACT）計劃，開發替代材料。ARPA-E在2011年撥出的款項達到3,160萬美元。

## 回收工作
歐盟的ETN-Demeter項目（歐洲訓練網絡（ETN），用於設計和回收油電混合和全電動車中永磁馬達和發電機所包含的稀土）正研究以可持續設計用在車輛用電動馬達。而可在日後輕鬆從電動馬達移除磁鐵以便回收稀土金屬。
歐盟歐洲研究委員會授予首席研究員Thomas Zemb教授和聯合首席研究員Jean-Christophe P. Gabriel博士一項高級研究贊助，從事“產生低有害排放的稀土元素回收計畫：REE-CYCLE”，目的在研發出回收稀土元素的新工藝。

## 進一步閱讀
- Furlani Edward P. (2001). "Permanent Magnet and Electromechanical Devices: Materials, Analysis and Applications". Academic Press Series in Electromagnetism. ISBN 0-12-269951-3.
- Campbell Peter (1996). "Permanent Magnet Materials and their Application" (Cambridge Studies in Magnetism). ISBN 978-0-521-56688-9.
- Brown, D. N.; B. Smith; B. M. Ma; P. Campbell.  (PDF). IEEE Transactions on Magnetics. 2004, 40 (4): 2895–2897. Bibcode:2004ITM....40.2895B. ISSN 0018-9464. doi:10.1109/TMAG.2004.832240. （原始内容 (PDF)存档于2012-04-25）.

## 外部連結
- Standard Specifications for Permanent Magnet Materials （页面存档备份，存于） (Magnetic Materials Producers Association)
- Edwards, Lin. . PhysOrg. 22 March 2010  [2022-01-11]. （原始内容存档于2011-09-26）.